# スペイン舞曲 (サラサーテ)

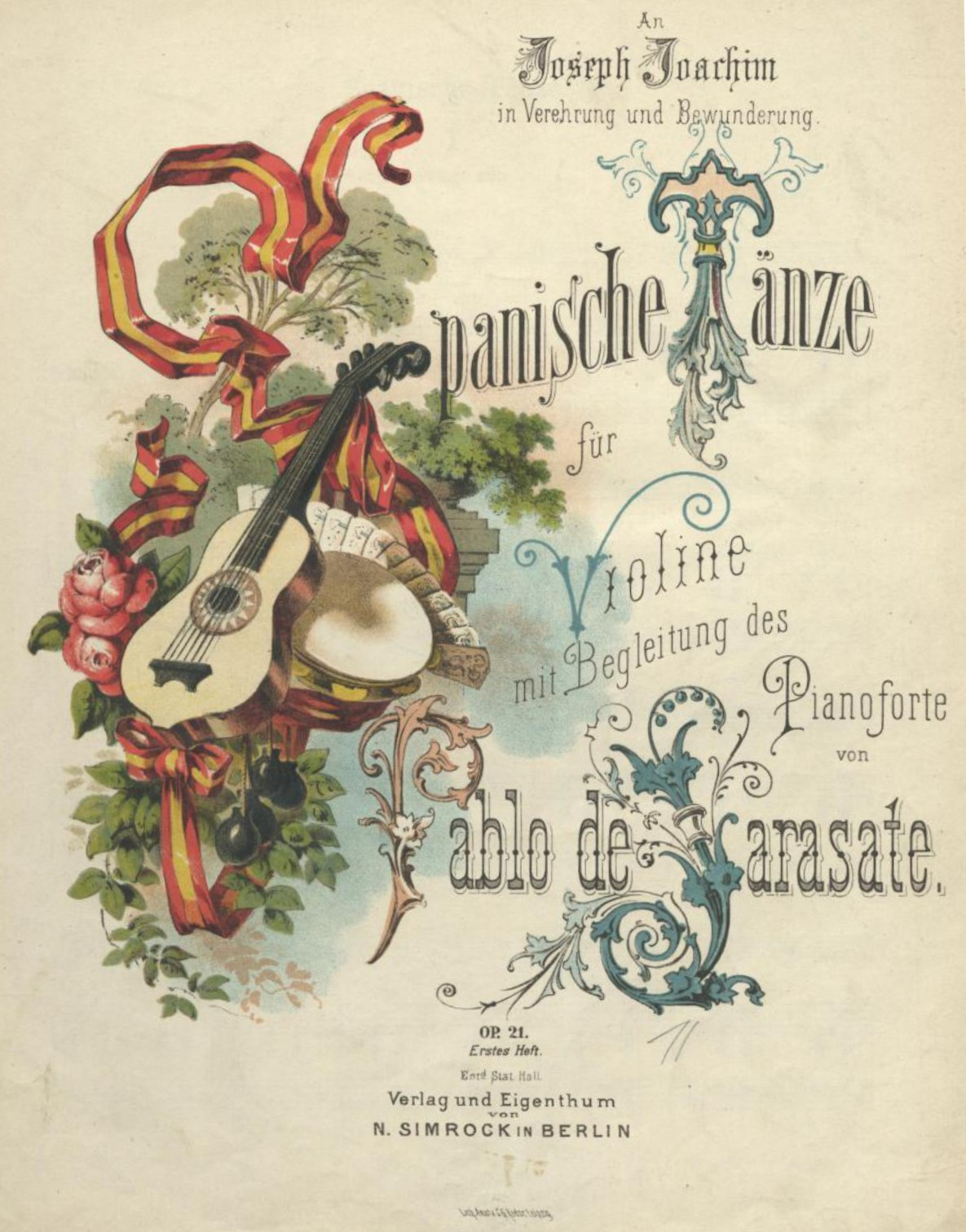
第1集の初版表紙

スペイン舞曲集 (ドイツ語: Spanische Tänze、フランス語: Danses Espagnoles) は、パブロ・デ・サラサーテがヴァイオリンとピアノのために書いた8曲からなる曲集。1878年から1882年にかけて全4集に分けて出版された。サラサーテの特に有名な作品として挙げられる。

## 作曲・出版
数年前のヨハネス・ブラームスの『ハンガリー舞曲集』をきっかけに、ヨーロッパの民俗舞曲の可能性を認めるようになっていたドイツの出版社ジムロックから、1877年に依頼を受けて作曲された。サラサーテが作曲した8曲の小品はジムロックから全4集に分けて出版されており、それぞれにリズムや性格が対比された2つの舞曲が収められている。曲集は大きな商業的成功をおさめ、ジムロックのカタログには「第5集」から「第14集」までさらに10集が列挙されたが、最終的にそれら（『ナイチンゲールの歌』El canto del ruiseñor 作品29や『スコットランドの歌』Airs Écossais 作品34も含まれていた）が『スペイン舞曲』として出版されることはなかった。
『第1集』作品21（マラゲーニャ、ハバネラ）は1877年12月から1878年2月にかけてドイツで作曲され、ベルリンで面識を持っていたヨーゼフ・ヨアヒムに献呈。『第2集』作品22（アンダルシアのロマンス、ホタ・ナバラ）は1878年に行われたスカンディナヴィアへの最初のツアーの最中に作曲され、モラヴィア出身のヴァイオリニストのヴィルマ・ネルーダに献呈された。『第3集』作品23（プライェラ、サパテアード）は1879年に作曲され、同じ年にフランクフルトで面識を持っていたドイツのヴァイオリニスト、フーゴー・ヘールマンに献呈されている。
『第4集』作品26はパリで1881年10月に書き上げられたが、唯一舞曲に名前が付けられておらず、その代わり下敷きになった舞曲（ビート (El vito)、ハバネラ）の名前で呼ばれることが多い。1881年末にサンクトペテルブルグで面識を持ったレオポルド・アウアーに献呈された。

## 反響
サラサーテはこの曲集をアンコールとして頻繁に取り上げ、大変な成功を収めた。1904年に行った一連の録音にも第2曲「ハバネラ」と第5曲「サパテアード」が含まれている。また商業的にも成功し、別版や再版、ほかの楽器への編曲が大量に発行されており、ベルテ・マルクス (Berthe Marx) によるピアノ編曲などがある。
第4集を献呈されたレオポルド・アウアーは、サラサーテのスペイン風の作品について「新鮮、独創的で効果に富んだ演奏会用作品で、彼の祖国の炎とロマンスによって熱っぽく色づけられている」と評した。

## 楽曲
各曲は、民俗音楽の品位ある取り扱いをみせている。ヴァイオリニストで、サラサーテの遺品を管理していたホセ・アントニオ・デ・ウアルテ (José Antonio de Huarte) は、第1、3、6曲以外には特定のスペインの旋律の影響や転用がみられるとしている。
1. マラゲーニャ（英語版） (Malagueña)
アンダンティーノ、ニ長調、3/8拍子。アンダルシア風の特徴を持った歌で、装飾を伴う旋律はスペイン風の定型として当時流行していた[1]。中間部ではギター風の左手のピッツィカートが聴かれる[6]。
2. ハバネラ (Habanera)
アレグレット、ニ短調、2/4拍子。マヌエル・フェルナンデス・カバリェーロ（英語版）のサルスエラ "La Gallina Ciega" の1曲、"De la patria del cacao, del chocolate y del café" に基づいている。サラサーテの友人だったエドゥアール・ラロも『チェロ協奏曲』で同じ旋律を用いている[6]。
3. アンダルシアのロマンス (Romanza Andaluza)
アンダンティーノ、ハ長調、6/8拍子。抒情的で感動を誘うロマンスで、サラサーテ自身もとくに頻繁に演奏する作品となった[1]。
4. ホタ・ナバラ (Jota Navarra)
アレグロ、イ長調、3/8拍子。クリストバル・オウドリード（英語版）のサルスエラ "El molinero de Subiza" と、ホアキン・ラレグラ (Joaquín Larregla) のホタ "¡Viva Navarra!" の動機を含んでいる[5]。
5. プラジエラ（英語版） (Playera)
レント、ニ短調、3/4拍子。南スペインの情熱的な歌、カンテ・ホンド（英語版）の一例であり[6]、嘆くような曲調が特徴的である[1]。
6. サパテアード（英語版） (Zapateado)
アレグロ、イ長調、6/8拍子。靴の打ち鳴らしが特徴の踊りにもとづく技巧的な作品で、第2曲、第3曲と並んでとくに愛されている[7]。
7. ビート (Vito)
アレグレット、イ短調、3/8拍子。フェルミン・マリア・アルバレス (Fermín María Álvarez) の歌 "La Partida" をほぼ全面的に下敷きにしており、創作というよりも編曲に近い[6]。
8. ハバネラ (Habanera)
アレグロ・モデラート、ハ長調、2/4拍子。サルスエラ "El hombre es débil" の1曲 "Yo me voy a Puerto Rico en un cascarón de nuez" とフェルナンデス・カバリェーロのハバネラ "Nena mia" の2曲からの影響をとどめている[5]。